# 萬年策
萬年策（？—17世紀），字獻之，湖廣平溪衛人，明朝、南明政治人物。

## 生平
萬年策是天啟四年（1624年）甲子科舉人，授陸川縣教諭，轉任南陽府同知，任內對下屬方正嚴肅，而且潔己又愛民。楊四、郭三海、侯馭民再次作亂，他和左良玉、牟文綬多次擊敗三人；楊應秋、張獻忠、馬守應聯合，萬年策就用計殲滅其首領，之後累遷知府、鄖襄參議。熊文燦力主招撫，他堅持應該遣散叛軍黨羽，當時張獻忠在穀城搶掠，他不過問；而熊文燦提議閉門燒城斷絕禍患，他反駁這樣要置城內數萬名百姓於死地，於是文燦終止計劃。李自成攻打鄖陽，他堅持守城，籌措兵糧。楊嗣昌推薦任職監軍副使，命令守備白良弼到白石陂招撫王光恩。改官御史，監督張任學軍隊。其後他轉任太僕少卿，因為襄陽失陷罷官。
弘光帝繼位，起用萬年策為太常卿，但因為路途遙遠未赴任。到永曆帝時，他得知舊友馬進忠駐守奉天、靖州，就前往共事；之後他到肇慶謁見永曆帝，請求親自監督湖廣軍隊。永曆三年（1649年）六月，他晉任兵部尚書、副都御史，總督雲南、貴州、湖廣、廣東軍務，賜尚方劍；萬年策沒有特殊才能，年紀亦老，不能策馬疾馳。他奉命到靖州，和進忠彼此錯過，清兵突然來到，他驚恐下逃歸故鄉。次年（1650年）十二月，孫可望推薦再任職兵部尚書；至五年（1651年）四月總督雲南、貴州、湖廣、四川的軍務。孫可望失勢，他因依附孫可望而被降為戶部右侍郎。姚安淪陷，萬年策到碧土寨歸隱，不入城二十年，和鄭逢玄及布政使夏于相往返泉石，到七十九歲時去世。

## 引用
1. 1 2  錢海岳《南明史·卷五十七·列傳第三十三》：萬年策，字獻之，平溪人。天啟四年舉於鄉。授陸川教諭，累遷南陽同知，方嚴率屬，潔己愛民。楊四、郭三海、侯馭民再叛，與左良玉、牟文綬連破之。楊應秋、張獻忠、馬守應合勢，年策以計殲其渠。累遷知府、鄖襄參議。熊文燦主撫，年策力言當散其黨。時獻忠在穀城四畧，不過問，文燦議閉門火城以絕禍。年策復力言奈百姓數萬人何，文燦乃止。李自成攻鄖陽，年策拒守，措兵食。楊嗣昌薦監軍副使，命守備白良弼至白石陂招王光恩歸正。改御史，監張任學軍。轉太僕少卿，以襄陽陷罷。
2. ↑  錢海岳《南明史·卷五十七·列傳第三十三》：安宗立，起太常卿，道遠未赴。昭宗即位，聞馬進忠屯奉、靖。年策歷官疆場，與進忠相知，問赴之。進忠自何騰蛟歿，無所推承，意年策可與共事。年策亦歆然自任，入謁肇慶，自請督楚師。永曆三年六月，遽晉兵部尚書、副都御史，總督滇黔楚粵軍務，賜尚方劍出。年策既無殊才，抑老矣，不能馳驅。奉命至靖州，進忠與相左，清兵猝至，驚遁歸里。四年十二月，孫可望薦兵部尚書。五年四月，仍出總督滇黔楚蜀軍務。可望敗，坐黨降戶部右侍郎。姚安陷，歸隱碧土寨，不入城市二十年，與鄭逢玄及布政使夏于相徜徉泉石，卒年七十九。